# 3D Vision Records
3D Vision Records – francuska wytwórnia płytowa produkująca Psychedelic trance, założona przez Christofa Drouillet i Talamasca w 1998.